# Rino Avesani
Rino Avesani (Verona, 14 settembre 1931 – Roma, 1º gennaio 2023) è stato un filologo e paleografo italiano.

## Biografia
Professore ordinario dal 1970 al 1976 nella Facoltà di Lettere e Filosofia dell'Università di Macerata, insegnò Letteratura umanistica e, per incarico, Paleografia e Diplomatica. A Macerata fu inoltre Direttore dell'Istituto di Filologia classica e di quello di Paleografia e Bibliologia; poi, dal 1974 al 1976, Preside della stessa Facoltà di Lettere. A Roma, presso la Facoltà di Lettere e Filosofia dell'Università "La Sapienza" di Roma, dal 1976 al 2006 insegnò prima Filologia medievale e umanistica e quindi Letteratura latina medievale. Nella stessa università ricoprì il ruolo di Direttore del Dipartimento di Filologia classica negli anni 1985-1990 e 2002-2005 e fu dal 2009 professore emerito.
Fu Scrittore per i codici latini della Biblioteca Apostolica Vaticana dal 1960 al 1971 e dal 1968 al 1972 professore incaricato di Codicologia alla Scuola vaticana di paleografia diplomatica e archivistica.
Dal 1976 al 1993 insegnò Codicologia e Storia della tradizione manoscritta presso la Scuola speciale per archivisti e bibliotecari della Sapienza di Roma.
Dal 1989 al 2018 fu docente di letteratura latina medievale presso la Pontificia Università Antonianum di Roma.
Fu socio corrispondente dell'Accademia di agricoltura, scienze e lettere di Verona, dell'Accademia degli Intronati di Siena, socio effettivo della Società romana di storia patria, dell'Istituto nazionale di studi romani, procustode della Società letteraria Arcadia e socio onorario della Società Dantesca Italiana. Dal 2012 fu socio corrispondente della Reial Acadèmia de Bones Lletres di Barcellona.
Con Claudio Leonardi fu tra i fondatori e direttori del bollettino bibliografico Medioevo latino e tra i fondatori della Società italiana per lo studio del Medioevo latino (SISMEL), della quale divenne infine socio onorario; fu nel Consiglio direttivo della Rivista di storia della Chiesa in Italia, di Italia medioevale e umanistica, degli Studi medievali e umanistici.
I suoi principali interessi di ricerca si sono concentrati sulla storia della scuola medievale ai primi livelli, sulla figura di Enea Silvio Piccolomini (Pio II) e la sua cerchia, nonché sulla letteratura veronese in età medievale e umanistica, della quale fu uno dei maggiori studiosi.
È deceduto a Roma il 1º gennaio 2023 all'età di 91 anni.

## Opere
- Quattro miscellanee medioevali e umanistiche. Contributo alla tradizione del “Geta”, degli “Auctores octo”, dei “Libri minores” e di altra letteratura scolastica medioevale, Roma, Edizioni di Storia e Letteratura 1967.
- La professione dell'”umanista” nel Cinquecento, in «Italia medioevale e umanistica», 13 (1970), pp. 205–232.
- Poesie latine edite e inedite di Enea Silvio Piccolomini, in Miscellanea Augusto Campana, I (Medioevo e umanesimo, 44), Padova 1981, pp. 1–26.
- Verona nel Quattrocento. La civiltà delle lettere (Verona e il suo territorio, IV 2), Verona 1984.
- Bolla di fondazione dello Studium Urbis emanata da Papa Bonifacio VIII: Roma, 20 aprile 1303. Trascrizione, traduzione e note a cura di Carla Frova e Rino Avesani, Roma, Istituto Poligrafico e Zecca dello Stato, 1996.
- Per doverosa memoria. Campana, Battelli, Billanovich, Kristeller e altri amici, Macerata, Eum, 2015.
- Dalle chiavi della sapienza alla professione dell'umanista nel Cinquecento. Scritti sulla scuola dal Medioevo al Rinascimento, Macerata, Eum, 2019.